# Cristina Masoller Ottieri
Cristina Masoller Ottieri (Montevideo, 22 de febrer de 1963) es una física uruguaiana establerta a Barcelona. És catedràtica de la Universitat Politècnica de Catalunya i la investigadora que ocupa el primer lloc en el rànquing de dones de més alta productivitat científica d'aquella universitat.
Va estudiar física a la Universitat de la República, a Montevideo, on va llicenciar-se el 1989 i va completar un màster també en física el 1991. Durant un temps va treballar com a professora ajudant a la mateixa universitat. Però a la Universitat de la República no hi havia la possibilitat de fer un doctorat en física i, en adonar-se que, tot i haver col·laborat ja en projectes de recerca i haver publicat alguns articles, no podria avançar gaire en el camp de la física sense un doctorat, va decidir marxar a fer-lo als Estats Units. Va trigar a decidir-se perquè estava ja casada i sentia que no podia demanar al seu marit que marxés amb ella. A Bryn Mawr College, una universitat privada de Pennsilvània, va obtenir el doctorat l'any 1999.
Des de 2004 treballa a la Escola Tècnica Superior d’Enginyeries Industrials i Aeronàutica de Terrassa, de la Universitat Politècnica de Catalunya. És investigadora del grup de recerca Dinàmica no Lineal, Òptica no Lineal i Làsers (DONLL) i els principals camps de la seva recerca són els semiconductors làser, els sistemes complexos i les xarxes neuronals.
Masoller va coordinar el projecte europeu Learning About Interacting Network in Climate, que va formar quinze persones per analitzar i predir fenòmens climàtics mitjançant l'aplicació de les metodologies usades en l'estudi de sistemes complexos, com ara el cervell humà o l'economia mundial.